# Victoria Cluj
Victoria Cluj war ein rumänischer Fußballverein aus Cluj (heute Cluj-Napoca). Er wurde dreimal rumänischer Vizemeister und zählte zusammen mit Universitatea Cluj und CAO Oradea zu den drei führenden Vereinen aus Siebenbürgen während der 1930er-Jahre.

## Geschichte
Nachdem die Stadt Cluj im Jahr 1920 durch den Vertrag von Trianon zu Rumänien gelangt war, wurde Victoria Cluj im Stadtteil Mănăștur gegründet, als sich die beiden Vereine Dacia Cluj und CS Victoria Cluj zusammenschlossen. Bereits in seiner ersten Saison erreichte der Verein über das regionale Qualifikationsturnier von Cluj die Endrunde um die rumänische Fußballmeisterschaft. Dort gelang Victoria der Sprung ins Finale, wo der Verein allerdings Chinezul Timișoara unterlag. Ein Jahr später konnte Victoria den Erfolg wiederholen – hatte dieses Jahr aber im Gegensatz zum Vorjahr sogar Heimrecht gegen Chinezul im Finale. Nachdem Victoria zweimal dem Rivalen Universitatea Cluj den Endrundenteilnahme überlassen musste, konnte es 1926 erneut die regionale Qualifikation gewinnen, schied auf nationaler Ebene aber bereits im ersten Spiel aus. 1927 änderte der Verein seinen Namen in România Cluj. In den folgenden beiden Jahren erreichte România erneut die Endrunde und kam ins Viertelfinale bzw. 1929 ins Finale, wo der Verein Venus Bukarest unterlag.
Als im Jahr 1932 die rumänische Profiliga Divizia A gegründet wurde, war România als Gründungsmitglied dabei und gehörte der Liga bis 1940 an, als die Stadt Cluj durch den Zweiten Wiener Schiedsspruch an Ungarn fiel. Bis auf die Saison 1939/40, wo der letzte Platz belegt wurde, platzierte sich România – ab Februar 1936 wieder als Victoria Cluj – stets im Mittelfeld der Tabelle und hatte weder mit der Meisterschaft noch mit dem Abstieg etwas zu tun. Ab 1940 spielte Victoria in regionalen ungarischen Ligen.
Nach dem Zweiten Weltkrieg spielte Victoria in der Saison 1946/47 in der Divizia B und wurde anschließend aufgelöst.

## Erfolge
- Rumänischer Vizemeister: 1922, 1923, 1929

## Spieler
- Adalbert Pall (1932–1936) Jugend, (1936–1940) Spieler